# 全国中等学校優勝野球山陽大会
全国中等学校優勝野球山陽大会（ぜんこくちゅうとうがっこうゆうしょうやきゅうさんようたいかい）は、1915年の第1回大会から1947年の第29回大会まで行われていた、全国中等学校優勝野球大会の岡山県・広島県・山口県を対象とした地方大会である。山口県勢は1916年の第2回大会から参加。

## 大会結果
| 年度（大会）         | 優勝校（代表校） | 決勝スコア | 準優勝校         | 備考            |
| -------------------- | ---------------- | ---------- | ---------------- | --------------- |
| 1915年（第1回大会）  | 広島中（広島）   | 3 - 1      | 広島商（広島）   |                 |
| 1916年（第2回大会）  | 広島商（広島）   | 5x - 4     | 広島中（広島）   |                 |
| 1917年（第3回大会）  | 広島商（広島）   | 5 - 0      | 広陵中（広島）   |                 |
| 1918年（第4回大会）  | 広島商（広島）   | 13 - 1     | 関西中（岡山）   |                 |
| 1919年（第5回大会）  | 豊浦中（山口）   | 3x - 2     | 山口中（山口）   | 延長11回        |
| 1920年（第6回大会）  | 鴻城中（山口）   | 3 - 1      | 広陵中（広島）   |                 |
| 1921年（第7回大会）  | 岡山一中（岡山） | 8 - 6      | 広陵中（広島）   |                 |
| 1922年（第8回大会）  | 広島商（広島）   | 11 - 0     | 広陵中（広島）   |                 |
| 1923年（第9回大会）  | 広陵中（広島）   | 11 - 0     | 津山中（岡山）   |                 |
| 1924年（第10回大会） | 広島商（広島）   | 8 - 1      | 山口中（山口）   |                 |
| 1925年（第11回大会） | 柳井中（山口）   | 3 - 2      | 広陵中（広島）   |                 |
| 1926年（第12回大会） | 柳井中（山口）   | 13 - 0     | 防府中（山口）   |                 |
| 1927年（第13回大会） | 広陵中（広島）   | 7 - 1      | 下松工（山口）   |                 |
| 1928年（第14回大会） | 広陵中（広島）   | 11 - 3     | 徳山中（山口）   |                 |
| 1929年（第15回大会） | 広島商（広島）   | 10 - 1     | 下関商（山口）   |                 |
| 1930年（第16回大会） | 広島商（広島）   | 15 - 0     | 鴻城中（山口）   |                 |
| 1931年（第17回大会） | 広陵中（広島）   | 8 - 2      | 豊浦中（山口）   |                 |
| 1932年（第18回大会） | 大正中（広島）   | 4 - 2      | 広陵中（広島）   | 5回降雨コールド |
| 1933年（第19回大会） | 大正中（広島）   | 4 - 2      | 広陵中（広島）   |                 |
| 1934年（第20回大会） | 呉港中（広島）   | 3 - 2      | 広陵中（広島）   |                 |
| 1935年（第21回大会） | 呉港中（広島）   | 6 - 2      | 広陵中（広島）   |                 |
| 1936年（第22回大会） | 呉港中（広島）   | 5 - 2      | 下関商（山口）   |                 |
| 1937年（第23回大会） | 呉港中（広島）   | 2 - 0      | 下関商（山口）   |                 |
| 1938年（第24回大会） | 下関商（山口）   | 2 - 0      | 防府商（山口）   |                 |
| 1939年（第25回大会） | 下関商（山口）   | 6 - 1      | 広島商（広島）   |                 |
| 1940年（第26回大会） | 下関商（山口）   | 7 - 5      | 呉港中（広島）   |                 |
| 1941年（第27回大会） | （中止）         | （中止）   | （中止）         |                 |
| 1946年（第28回大会） | 下関商（山口）   | 10 - 2     | 岡山二中（岡山） |                 |
| 1947年（第29回大会） | 下関商（山口）   | 5 - 0      | 広島工（広島）   |                 |